# Zadnji porotnik
Zadnji porotnik (v izvirniku The Last Juror) je pravniški in kriminalni roman, ki ga je napisal John Grisham, prvič pa je izšel leta 2004, ko ga je izdala založba Doubleday.

## Vsebina
Leta 1970 je šel časopis Times Fordovega okrožja v stečaj. Kupil ga je, in s tem rešil pred propadom, mladi novinar Willie Traynor. Življenje v mirnem mestecu je prekinilo posilstvo in umor mlade samohranilke z dvema otrokoma Rhode Kassellaw, ki ga je zagrešil Danny Padgitt. Bil je član družine Paddgitov, ki so živeli na otoku in se ukvarjali z nezakonitimi posli. Danny je bil prvi izmed svoje družine, ki so ga kdajkoli aretirali. Willie Traynor je s članki o umoru in sojenju časopisu zopet zagotovil številne naročnike, a si je s tem nakopal sovraštvo Paddgitove družine. 
V sodnem postopku so Dannya Paddgita spoznali za krivega, vendar ga zaradi nesoglasja dvanajst članske porote niso obsodili na smrt, temveč le na dosmrtni zapor. Še pred obsodbo pa je poroti zagrozil, da jih bo vse pobil, ko se vrne iz zapora.
Mladi novinar je poskrbel, da je časopis postal slaven in je z njim začel tudi pošteno služiti. Spoprijateljil se je z edino temnopolto članico porote, gospo Callie Ruffin, ki je imela osem otrok. Vsak četrtek je hodil k njej na kosilo, kjer sta se pogovarjala o njeni družini, kuhanju,... Vsakič mu je tudi izročila seznam napak, ki so se pojavile v časopisu. 
Zgolj po devetih letih je bil morilec Danny Paddgit iz zapora odpuščen zaradi vzornega vedenja. Kmalu zatem sta bila umorjena dva porotnika, ki sta ga obsodila. Vsi so bili prepričani, da za tem stoji Danny, saj jim je v sodnem postopku grozil. Ko so ga pripeljali pred sodišče, pa je bil umorjen tudi on. Krivec za ta umor in tudi umora dveh porotnikov je bil Hank Hooten, odvetnik, ki je pomagal tožilcu Erniju Gaddisu pri obtožbi Paddgita. Trpel je za shizofrenijo, poleg tega pa je bil zaljubljen v Rhode Kassellaw in je zameril poroti, da morilec ni bil obsojen na smrt.
Na koncu je Willie Traynor za 1.5 milijona dolarjev prodal časopis, Callie Ruffin pa je umrla zaradi srčnega napada.

## Osebe
- William "Willie" Traynor, novinar in lastnik časopisa Times Fordovega okrožja
- Callie Ruffin, edina temnopolta porotnica in Williamova prijateljica
- Baggy Suggs, poročevalec časopisa
- Wiley Meek, fotograf časopisa
- Danny Padgitt, posilil in umoril je Rhodo Kassellaw
- Lucien Wilbanks, odvetnik Dannya Padgitta
- Harry Rex Vonner, odvetnik in Williamov prijatelj, ki mu je pomagal pri pravnih zadevah
- Sam Ruffin, osmi otrok Callie Ruffin, ki se je zapletel v razmerje s poročeno žensko
- Rhoda Kassellaw, žrtev zločina
- Judge Loopus, sodnik v primeru Dannya Padgitta
- Ernie Gaddis, tožilec
- Hank Hooten, Erniejev pomočnik in morilec dveh porotnikov ter Dannya